# Odontartemon
Odontartemon is een geslacht van weekdieren uit de klasse van de Gastropoda (slakken).

## Soorten
- Odontartemon distortus I.H. Jonas, 1847
- Odontartemon fuchsianus (P.V. Gredler, 1881)
- Odontartemon (Discartemon) nummus Laidlaw, 1929
- Odontartemon schomburgi Yen, 1939
- Odontartemon tridens